# Robby Hammock
Robert Wade Hammock (Macon, 13 maggio 1977) è un ex giocatore di baseball e allenatore di baseball statunitense, attuale field coordinator dei San Diego Padres (MLB)..
Da giocatore, nel ruolo di ricevitore, in MLB ha giocato con gli Arizona Diamondbacks. In tale ruolo è stato protagonista del perfect game di Randy Johnson il 18 maggio 2004.